# ヘールトヘン・トット・シント・ヤンス
ヘールトヘン・トット・シント・ヤンス（（Geertgen tot Sint Jans)（1465年頃 - 1495年頃））は初期フランドル派の画家。神聖ローマ帝国領（ハプスブルク家）の北部ネーデルラントの出身で、諸外国ではほかに 「ヘールトヘン・ファン・ハールレムGeertgen van Haarlem」などさまざまに呼ばれることがある。トット・シント・ヤンスが生きていた当時の記録は残っておらず、最初に名前が出てくるのは後世の画家・美術史家カレル・ヴァン・マンデルが1604年に執筆した『画家列伝 (Het Schilderboeck)』である。
ヴァン・マンデルの著作『画家列伝』では、トット・シント・ヤンスは、北部ネーデルラントで最初に油彩を用いた画家の一人アルベルト・ファン・アウワーテルの弟子ではないかとされている。どちらの画家もハールレム在住だった。シント・ヤンスは聖ヨハネ騎士団の平修士ではなかったかと考えられており、騎士団のために祭壇画を描いた記録が残っている。『画家列伝』ではトット・シント・ヤンスは騎士団には直接参加していないが、その通名である「シント・ヤンス Sint Jans」は騎士団の名前の「聖ヨハネ Sant Johannes」にちなんで名づけられたとしている。

## 生涯
ヴァン・マンデルは、シント・ヤンスがハールレム出身だとしているが、現在では、当時ブルゴーニュ公国の一部で後にハプスブルク家の神聖ローマ帝国領となるネーデルラントのライデンに1465年ごろ生まれたと考えられている。
| 左がトット・シント・ヤンスの『キリストの哀悼』、右が『キリストの哀悼』をもとにヤーコプ・マータムが1620年に作成した版画。版画は左右が逆になっている。 |  | 左がトット・シント・ヤンスの『キリストの哀悼』、右が『キリストの哀悼』をもとにヤーコプ・マータムが1620年に作成した版画。版画は左右が逆になっている。 |
| 左がトット・シント・ヤンスの『キリストの哀悼』、右が『キリストの哀悼』をもとにヤーコプ・マータムが1620年に作成した版画。版画は左右が逆になっている。 |  | |

シント・ヤンスがライデン出身であるという根拠は、版画家ヤーコプ・マータム(Jacob Matham)の、トット・シント・ヤンスの作品をコピーした17世紀の版画に「ライデンのヘラルドゥス Gerardus van Leydanus」としてトット・シント・ヤンスについて言及しているためで、この言及に対する異論は当時の記録には見つかっていない。この版画はトット・シント・ヤンスが1484年頃に描いた、現在ベルリンの絵画館所蔵の『キリストの哀悼』をもとにして制作されたもので、左下隅に「Cum privil. Sa Cae. M. - Gerardus Leydanus Pictor ad S. Ia Bapt. Harlemi pinxit」とあり、これはトット・シント・ヤンスがライデン出身の画家でハールレムの洗礼者ヨハネ修道院にいたということを意味している。右隅には「Theodorus Matham Sculpsit. Iac Matham excud」とあり、息子のテオが絵画から模写し、父ヤーコブが木版にしたという意味である。この木版画は1620年にハールレムで制作されたものなので、この木版画のもととなった絵画が当時ハールレムに存在していたということになる。ヴァン・マンデルの著作によれば、『キリストの哀悼』はもともとハールレムの洗礼者ヨハネ修道院にあった三連祭壇画の右翼内側に描かれていたもので、宗教改革の後に2枚に切断された作品である。切断された絵画は現在どちらも非常にもろくなっており、それぞれ別の美術館に所蔵されている。

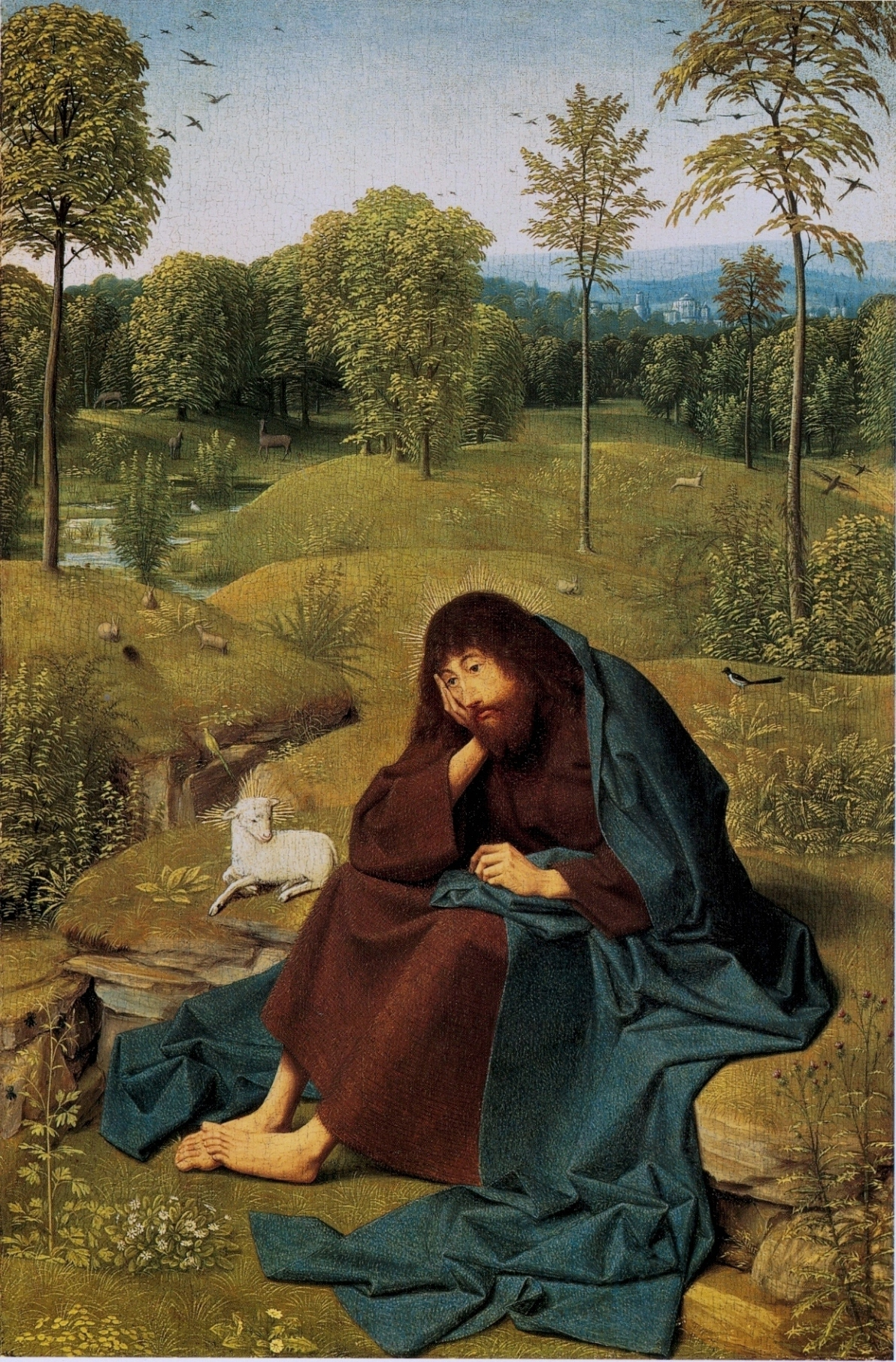
『荒野の洗礼者聖ヨハネ』 1490年、絵画館 (ベルリン)

トット・シント・ヤンスは1495年ごろに28歳くらいでハールレムで死去し、聖ヨハネ騎士団の管区域に埋葬された。現代の研究者たちは、ヴァン・マンデルの『画家列伝』の記述などからトット・シント・ヤンスの正確な没年月日を明らかにしようとしてきたが、未だに正確な没年月日は判明していない。
現在のハールレムはアムステルダム郊外の閑静な都市だが、14世紀にはホラントの主要都市だった。ドルトレヒトに次いで2番目の都市であり、デルフト、ライデン、アムステルダム、ロッテルダムなどよりも隆盛していた。1429年には市内を流れるスパールネ川などの通行税徴収権も獲得し、中世の終わりごろのハールレムは、繊維産業、造船業、ビール醸造業などの産業で繁栄していた大きな都市だった。

ヴァン・マンデルはその著書に、ルネサンス期のドイツ人芸術家アルブレヒト・デューラーがトット・シント・ヤンスのことを「生まれながらの画家」と評したと記述している。しかしながらデューラーがネーデルラントを旅したときの日誌にはトット・シント・ヤンスについて触れておらず、これはヴァン・マンデルが尊敬していたハールレム出身の同僚を喜ばせるための誇張だったと考えられている[ii]。

## 作品

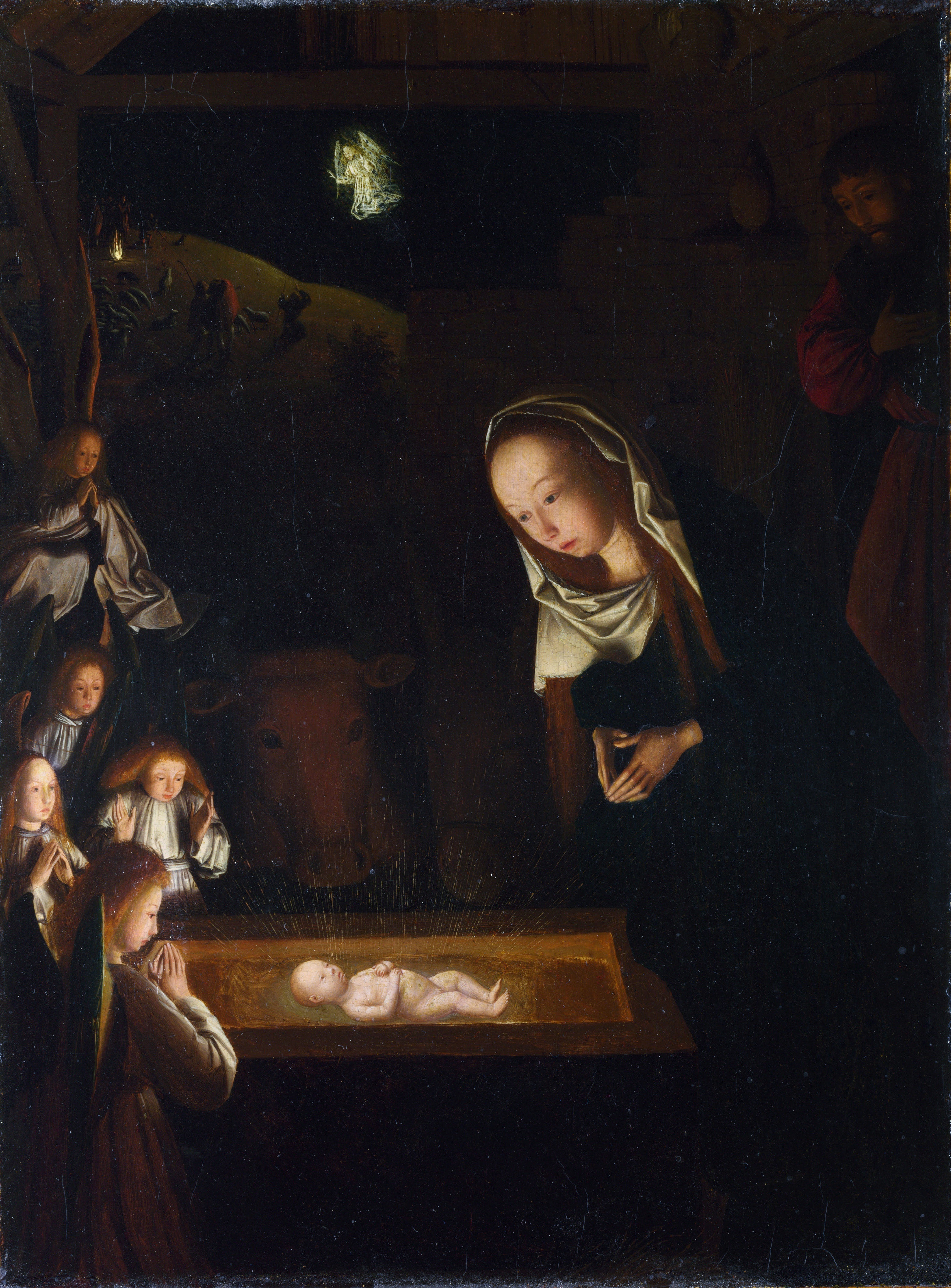
『夜のキリスト降誕』1490年頃, ナショナル・ギャラリー (ロンドン)

ヴァン・マンデルはトット・シント・ヤンスの作品について、聖ヨハネ騎士団に飾られていた三連祭壇画の1翼しか残っていないと記述している。マンデルが記述した祭壇画のうち残り2枚は1600年に切断されており、現在その切断された2枚の断片で『洗礼者ヨハネの遺物』[i]、『キリストの哀悼』のみがウィーンに所蔵されている。切断された残りの絵画は八十年戦争でハールレムが攻撃されたときに失われてしまった。
当時のほかの初期フランドル派の画家たち同様、トット・シント・ヤンスもオークのパネルにさまざまな顔料を乾性油で溶いた油絵具で描いている。この油彩の技法が、顔料を幾層にも塗り重ねてさまざまな質感を表現することを可能にした。新約聖書から題材をとった絵画が多く、なかには宗教改革のために破棄された絵画もある。現在20枚ほどの絵画がトット・シント・ヤンスの作品とみなされており、現存していないオリジナルの作品の模写も存在する。
判明している絵画以外では、トット・シント・ヤンスの作品ではないかと言われているものは12枚から16枚程度存在するが、さまざまな学者、研究者の意見があり確定はしていない。トット・シント・ヤンスの作品はアムステルダム国立美術館、絵画館（ベルリン）、ナショナル・ギャラリー（ロンドン）、美術史美術館（ウィーン）に所蔵されている。

### 音楽との関わり
3重の光輪に囲まれる聖母マリアと幼児キリストを描いた『聖母マリアの栄光』という作品には、多数の楽器がともに描かれており、ネーデルラントで楽器を描いたもっとも古い絵画となっている。幼児キリストは一組の鈴を持ち、光輪の外で同じく鈴を鳴らす天使と協奏しているかのように描かれている。

幼児キリストの視線の先で鈴を鳴らす天使
『聖母子像』
描かれているファゴット

### 作品一覧
- ラザロの復活 (1480年頃)[6]
- 聖バーフと隼 (1490年頃)[7]
- キリストの哀悼 (1484年以降)[8]
- The Holy Kinship (1485年 - 1496年頃)[9]
- 東方三博士の礼拝 (1480-1485年頃)[10]
- 王の礼拝 (1485年頃)[7]
- 聖バーフと献納信徒 - 『王の礼拝』の左翼 1485年頃[7]
- 聖ハドリアヌスと献納信徒 - 『王の礼拝』の右翼 1485年頃[7]
- 聖母子 (1490年頃)[7]
- 荒野の洗礼者聖ヨハネ (1490年頃)[11]
- 聖母マリアの栄光 (1490年 - 1495年頃),[12] 『聖母子像』とも[13]
- 夜のキリスト降誕 (1490年頃)[14]